# Sant’Antonio di Gallura
Sant’Antonio di Gallura – miejscowość i gmina we Włoszech, w regionie Sardynia, w prowincji Sassari.
Według danych na rok 2004 gminę zamieszkiwało 1626 osób, 20,1 os./km². Graniczy z Arzachena, Calangianus, Luras, Olbia i Telti.